# Ninian Stephen
Sir Ninian Martin Stephen, KG, AK, GCMG, GCVO, KBE, QC (Henley-on-Thames, 15 giugno 1923 – Melbourne, 29 ottobre 2017) è stato un giurista e politico australiano, governatore generale dell'Australia dal 1982 al 1989.